# لويز ألبرتو دي أرواخو
لويز ألبرتو دي أرواخو (بالبرتغالية: Luiz Alberto de Araújo‏) هو منافس ألعاب قوى برازيلي، ولد في 27 يونيو 1987 في Artur Nogueira ‏ في البرازيل.

## وصلات خارجية
- لويز ألبرتو دي أرواخو على موقع الاتحاد الدولي لألعاب القوى (الإنجليزية)
- لويز ألبرتو دي أرواخو على موقع اللجنة الأولمبية الدولية (الإنجليزية)
- لويز ألبرتو دي أرواخو على موقع أوليمبيديا (الإنجليزية)
- لويز ألبرتو دي أرواخو على موقع اللجنة الأولمبية البرازيلية (البرتغالية)